# Fontane-Denkmal (Neuruppin, Fontaneplatz)

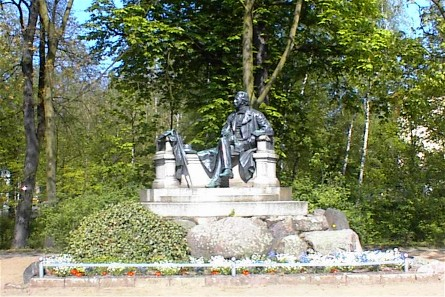
Fontane-Denkmal am Fontaneplatz in Neuruppin

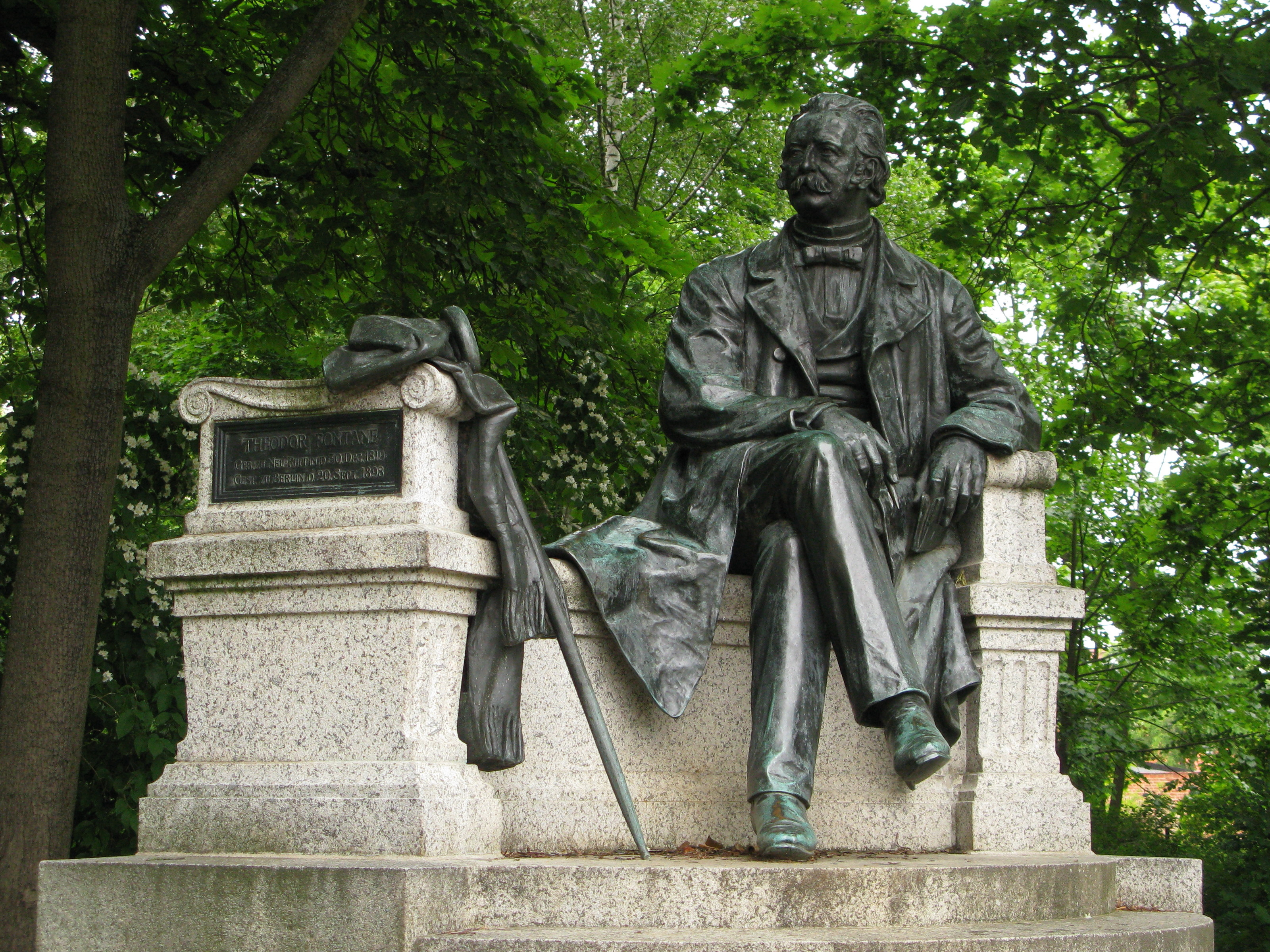
Die Statue im Detail

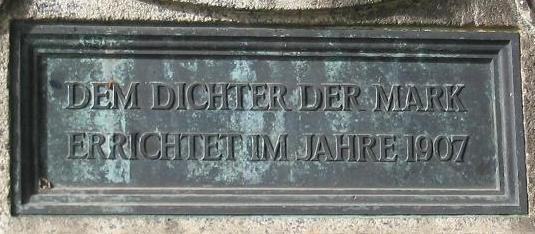
Inschrift auf der rechten Seite

Das Fontane-Denkmal am Fontaneplatz in Neuruppin ist ein Denkmal für Theodor Fontane, das von dem Bildhauer Max Wiese geschaffen und im Jahr 1907 enthüllt wurde.

## Beschreibung
Das Denkmal zeigt den Dichter in Bronze sitzend auf einer Granitbank. Das rechte Bein ist über das linke geschlagen. Die rechte Hand hält auf dem Schoß ruhend einen Stift, während die linke Hand lässig ein Notizbuch hält. Der Hut liegt auf der Bank, Schal und Gehstock befinden sich an der Lehne.
Auf beiden Seiten der Granitbank ist eine Tafel mit einer Inschrift eingelassen. Auf der linken Seite lautet die Inschrift:
THEODOR FONTANE
Geb. zu Neu-Ruppin d. 30. Dec. 1819
Gest. zu Berlin d. 20. Sept. 1898
Die Inschrift auf der rechten Seite lautet:
Dem Dichter der Mark
Errichtet im Jahre 1907
Das Denkmal ehrt Fontane insbesondere als den wandernden Schriftsteller, der seine Heimat in dem monumentalen Werk Wanderungen durch die Mark Brandenburg beschrieben hat.

## Geschichte
Bereits ein Jahr nach Fontanes Tod 1898 in Berlin wurde in Fontanes Geburtsstadt Neuruppin ein Ausschuss gegründet, der die Errichtung eines Denkmals zum Ziel hatte. Ein Spendenkonto bei der Sparkasse wurde eingerichtet, die Stadt Neuruppin und der Kreis Ruppin stellten zusammen 5000 Mark zur Verfügung. Im Jahr 1906 waren die notwendigen Mittel eingeworben, so dass der Bildhauer Max Wiese mit seiner Arbeit beginnen konnte. Wiese hatte zuvor das Denkmal für Karl Friedrich Schinkel in Neuruppin gefertigt. Als Modell diente ihm Fontanes Sohn Friedrich. Das Denkmal wurde mit einem großen Festakt am 8. Juni 1907 enthüllt.
Das Denkmal ist das Motiv einer im Jahr 2003 ausgegebenen Briefmarke aus der Serie Sehenswürdigkeiten.
Der Platz, an dem das Denkmal steht, wurde 2005 Fontaneplatz benannt. Das Denkmal wurde 2006 einer Sanierung unterzogen.
Am 30. Dezember jedes Jahres findet zum Geburtstag Fontanes am Denkmal die Fontane-Ehrung statt. Die Fontanestadt Neuruppin und die Theodor Fontane Gesellschaft laden gemeinsam zu der Veranstaltung ein.